# Enrique Zuazua
Enrique Zuazua (ur. w 1961 w Eibar) – hiszpański matematyk, profesor Uniwersytetu Autonomicznego w Madrycie od 2001 roku. Bada równania różniczkowe cząstkowe, teorię sterowania i metody numeryczne.

## Życiorys
Stopień doktora uzyskał w 1987 na Uniwersytecie Kraju Basków i w 1988 na Université Pierre et Marie Curie. Od 2001 jest profesorem na Uniwersytecie Autonomicznym w Madrycie, pracuje także na Uniwersytecie Fryderyka Aleksandra w Erlangen i Norymberdze i Universidad de Deusto.
Swoje prace publikował m.in. w „SIAM Journal on Control and Optimization”, „Journal of Differential Equations”, „Archive for Rational Mechanics and Analysis”, „Numerische Mathematik”, „Journal of the European Mathematical Society” i „Mathematische Annalen”. Redaktor m.in. „Journal of Differential Equations”, „Numerische Mathematik” i „Journal de Mathématiques Pures et Appliquées””.
W 2006 roku wygłosił wykład sekcyjny na Międzynarodowym Kongresie Matematyków w Madrycie, a w 2019 na konferencji Dynamics, Equations and Applications (DEA 2019). 
W 2009 i 2015 zdobył prestiżowy ERC Advanced Grant. Członek Academia Europaea.
Wypromował 30 doktorów.